# 지크프리트 헬트
지크프리트 헬트(1942년 8월 7일 ~ )는 독일의 은퇴한 축구 선수이다.

## 국가대표 경력
그는 1966년 독일대표팀에 데뷔했다. 그는 1966년 FIFA 월드컵과 1970년 FIFA 월드컵 대표 선수로 선발되었다. 그는 국제 A매치 41경기에 출전해서 5골을 득점하였다.

## 통계
| 독일 | 독일 | 독일 |
| 연도 | 출전 | 골   |
| ---- | ---- | ---- |
| 1966 | 11   | 1    |
| 1967 | 3    | 0    |
| 1968 | 7    | 2    |
| 1969 | 5    | 1    |
| 1970 | 5    | 0    |
| 1971 | 4    | 1    |
| 1972 | 3    | 0    |
| 1973 | 3    | 0    |
| 합계 | 41   | 5    |